# Ctenucha refulgens
Ctenucha refulgens là một loài bướm đêm thuộc phân họ Arctiinae, họ Erebidae.